# Escuela Naval de Suboficiales A.R.C. Barranquilla
La Escuela Naval de Suboficiales A.R.C Barranquilla (ENSB, por sus siglas) es el alma mater de la suboficialidad naval de Colombia. Se encuentra ubicada en la ciudad de Barranquilla en la Costa Caribe colombiana, contando privilegiadamente con la cercanía del Mar Caribe y el Río Magdalena, arteria fluvial más importante de la República de Colombia. En esta escuela se forman y capacitan los hombres y mujeres de la Armada Nacional que sirven en diversas especialidades a todas las Unidades de la Armada Nacional en su condición de suboficiales navales.

## Misión

Misión y Visión

La Escuela Naval de Suboficiales ARC “Barranquilla”, mediante la docencia, investigación, doctrina militar y proyección social forma y capacita suboficiales navales y personal no uniformado de manera integral y con calidad para que éticamente participen de acuerdo con sus competencias en el desarrollo sostenible del poder naval, marítimo, fluvial y terrestre, lo cual contribuye a la consolidación del conocimiento, la democracia, soberanía y convivencia pacífica en los diferentes sectores de la sociedad.

## Visión
La Escuela Naval de Suboficiales ARC “Barranquilla”, para el año 2025 será considerada como un referente en Latinoamérica, por sus procesos académicos y militares en alta calidad, su formación integral facilitada a la comunidad académica a través de las funciones sustantivas de la educación y sus aportes al desarrollo de la ciencia, la tecnología y la investigación, las cuales serán de gran impacto para el sector marítimo, fluvial y terrestre en el intercambio de información del egresado con la sociedad a nivel nacional e internacional con el Lingua Franca o idioma universal.

## Reseña Histórica

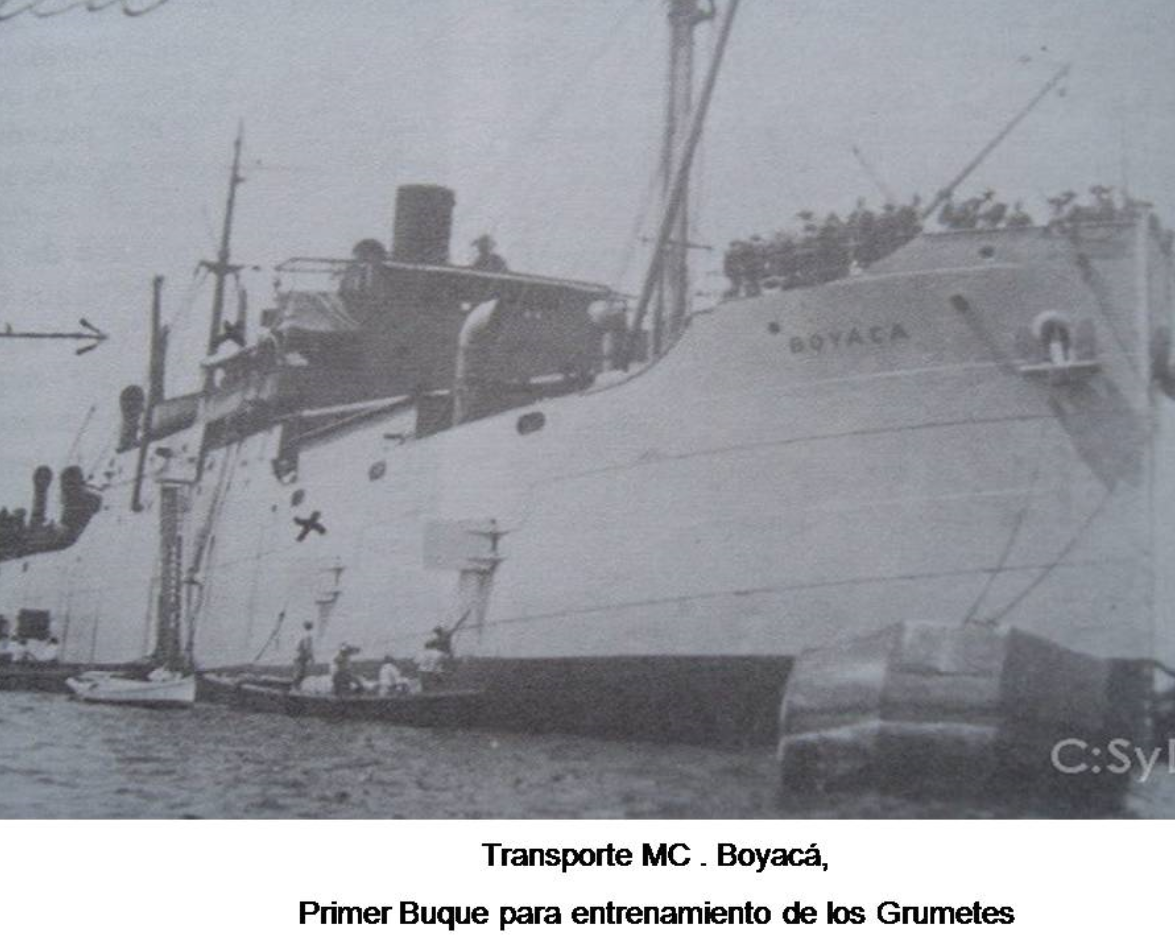
La escuela comenzó a funcionar el 1 de mayo de 1934 a bordo del transporte “boyaca” fondeado en puerto Colombia.

La Armada Nacional desde sus comienzos ha evolucionado continuamente, con el propósito de garantizar cada vez con mayor eficacia la soberanía de Colombia en sus áreas marítimas, tanto en el mar Caribe como en el océano Pacífico y en los ríos limítrofes navegables.

La primera escuela de formación de Suboficiales navales fue fundada el 20 de abril de 1934 por decreto No. 853 a bordo del vapor MC "Boyacá" surto en Puerto Colombia y se llamó "Escuela Marina para Maquinista y Grumetes". 

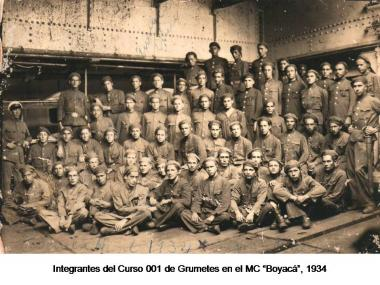
Primer cuerpo de Grumetes a bordo del MC "Boyacá" en el año 1934

Esta escuela se inició con cuatro oficiales, veinte auxiliares y sesenta grumetes; su primer director fue el Capitán Erich Richter de la misión naval alemana y el Teniente Pacheco como el primer comandante de la compañía de grumetes. El cuerpo de profesores quedó constituido así: profesor de marinería, Capitán Bochorná; profesor de radio, Subteniente Recaman; profesor de navegación, Subteniente Federico Pasket e instructor de infantería y régimen interno, Sargento Luis Guillermo Alcalá Velásquez.
En septiembre del año de 1934, siendo Capitán Luis María Galindo, la escuela se trasladó a bordo del MC "Mosquera" con sede en la ciudad de Cartagena. Posteriormente sufrió traslados sucesivos a la Base Naval de Cartagena, a los destructores que conformaban las fuerzas de superficie de esa época y a los cuarteles de infantería de marina No. 1 en Boca grande y fue nombrado director el Teniente de Navío Demetrio Salamanca.

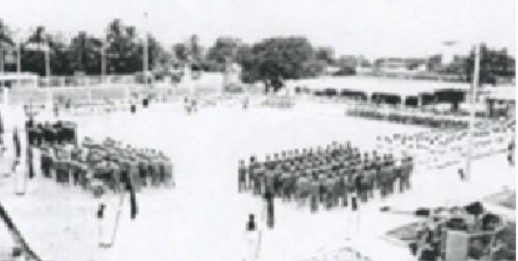
Inicios de la Escuela Naval A.R.C Barranquilla

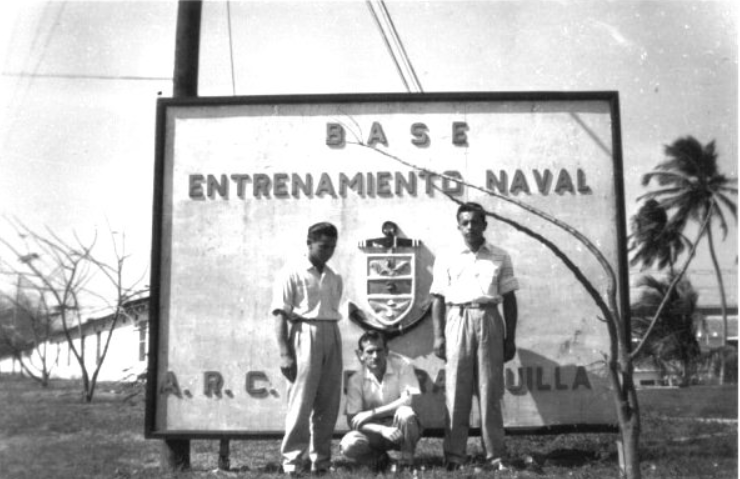
Base de Entrenamiento Naval A.R.C Barranquilla

En la década de los años 40 la Armada Nacional tuvo la necesidad de establecer en puerto marítimo y fluvial de Barranquilla una base naval para atender los requerimientos de apoyo logísticos que demandaba la institución. Aprovechando las instalaciones de esta base en junio del año 1944, la escuela de grumetes fue trasladada de Cartagena a Barranquilla, bajo la dirección del Teniente de Navío Julio César Reyes Canal. Paralelamente, la escuela de clases técnicas fue fundada el 16 de septiembre de 1944, llamándose inicialmente "Escuela de Especialistas" con sede en Cartagena. En el año de 1948 se organizó con el nombre de "Escuela de Clases y Marinería" funcionando en los antiguos cuarteles de infantería de marina, igualmente en Cartagena. Al año siguiente por diversas circunstancias, pasó a bordo de los Destructores en donde estuvo hasta el año de 1953, cuando el Comandante de la Armada, Capitán de Navío Rubén Piedrahíta Arango, dispuso su traslado a la Base Naval de Barranquilla; la inauguración de la nueva Escuela de Clases Técnicas, se efectuó el 1° de enero del año 1954. En esta última etapa merece especial reconocimiento el decidido apoyo que presto la Misión Naval de los Estados Unidos entre los años de 1953 y 1954 con personal y material de Instrucción, facilitando positivamente la labor de enseñanza y capacitación de los Suboficiales de la Armada, así como de pequeños grupos de alumnos de otras fuerzas y aún de países amigos.
El traslado de la Escuela de Grumetes y de la Escuela de Clases Técnicas al mismo lugar, fue un hecho trascendental porque se consideró la estructura del primer Instituto de Enseñanza Técnica del País con orientación Naval, cuyos egresados no sólo sirven a la Patria a través de la Armada, sino que en uso de buen retiro su gran mayoría se vincula a la Industria Nacional que requiere mano de obra especializada, con resultados altamente satisfactorios.
Mediante Resolución No. 0743 del Ministerio de Defensa del 14 de febrero de año 1992 fue aprobado el cambio de denominación de BASE NAVAL ARC "BARRANQUILLA" por el de ESCUELA NAVAL DE SUBOFICIALES ARC "BARRANQUILLA" y con fecha 11 de abril del año 1992 se llevó a cabo la Ceremonia Oficial donde el señor Comandante de la Armada Nacional entrega al Director de la Escuela el nuevo Pabellón y Estandarte, asimismo aprueba el Escudo del Alma Mater de los Suboficiales de la Armada Nacional.
Por la dinámica del avance de la Ciencia y tecnología, poco a poco se fueron desarrollando los programas académicos del Centro de Formación y Capacitación de los Suboficiales Navales, en su amplio espectro de Cursos Teórico-Prácticos que cubren las diferentes especialidades que requiere la Armada Nacional. En resumen, el reconocimiento académico de la Escuela Naval de Suboficiales ARC "Barranquilla", se remonta al año de 1971 durante el cual mediante resolución No. 5689 de Ministerio de Educación Nacional se le reconoce como Instituto de Enseñanza Media; con resolución No.7007 la autoriza para otorgar el título de OPERARIO y finalmente, ese mismo año con resolución No.8363 la autoriza para otorgar también el título de EXPERTO. Posteriormente, con la adquisición, por parte de la Armada, de Unidades de Superficie, Submarina y Aéreas, de gran satisfacción Tecnológica, la Institución fue reorganizando sus programas académicos y actualizándolos de acuerdo con las nuevas necesidades de la Armada Nacional y a partir de 1982 se dispuso como requisito para ingresar a la carrera de Suboficial Naval el ser bachiller.

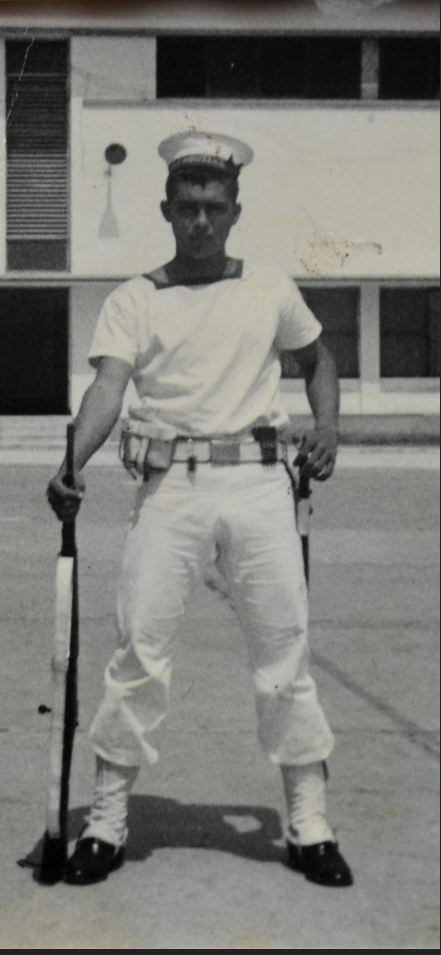
Grumete

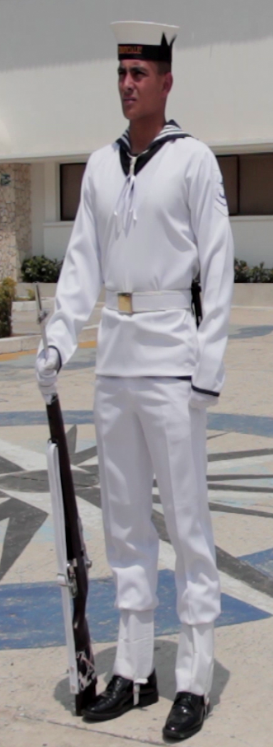
Grumete en la actualidad

Desde el año de 1986 las Directivas de la Escuela analizaron que los programas académicos que se estaban ejecutando cumplían con normas que el Instituto Colombiano de Fomento de la Educación Superior (ICFES) exigía a otros Centros de educación para autorizarlo a otorgar el Título de Tecnólogo y por lo tanto se inició un proceso para obtener dicha aprobación, que culminó con gran éxito el 28 de junio de 1993, cuando mediante acuerdo No. 185 el ICFES, autorizó desarrollar los programas Académicos de Tecnología Naval en Electrónica, Tecnología Naval en Electromecánica y Tecnología Naviera, reconociéndose de esta forma a la Escuela Naval de Suboficiales ARC "Barranquilla" como Instituto de Educación Superior de Nivel Tecnológico.
Finalmente, se considera necesario indicar que con oficio No. 3872 del 25 de octubre de 1994 el ICFES confirmó la incorporación de los Programas Académicos de Tecnología Naval en Oceanografía Física, Tecnología Naval en Hidrografía y Tecnología Naval en Administración Marítima, ampliándose a seis los Programas de Educación Superior a nivel Tecnológico que ofrece actualmente la Escuela Naval de Suboficiales ARC "Barranquilla". La graduación de la primera promoción de Tecnólogos conformada por 15 Suboficiales Navales, se efectuó el 11 de abril del año 1994, precisamente cuando se conmemoraron los 50 años de Fundada la Escuela Naval de Suboficiales de la Armada Nacional.
Desde el año de 1934 se ha venido formando y capacitando profesionalmente a diferentes generaciones del personal de Suboficiales de la Armada Nacional y se puede contabilizar que se ha desarrollado un gran total de 1.476 Cursos, en diferentes niveles, categorías y especialidades, a los cuales ingresaron 39.463 alumnos y egresaron cumpliendo con los requisitos disciplinarios y académicos correspondientes 35.113 alumnos.
En septiembre del año 1997, se incorporan las primeras mujeres como Grumetes Administrativos del curso 007, ingresaron 20 femeninas y solo se escalafonaron 14, quienes cumplirían funciones administrativas en cada una de las unidades a las que fueron destinada por parte del mando superior. 
En diciembre del año 2011, el ICFES aprueba la Especialización Tecnológica en Gestión Ambiental Marítima y Costera, Especialización Tecnológica en Logística y Especialización Tecnológica en Obras Navales.    
Gracias al crecimiento y modernización que ha venido teniendo la Armada Nacional, la Escuela Naval de Suboficiales ha fortalecido y creado programas académicos que buscan la eficiencia de sus egresados a bordo de las unidades y en el entorno social propio de su disciplina, hoy por hoy cuenta en el nivel tecnológico con 10 programas académicos en pregrado y 11 programas en postgrado, de igual forma, los cursos de educación continuada.

## Cultura Naval

### Pito Marino

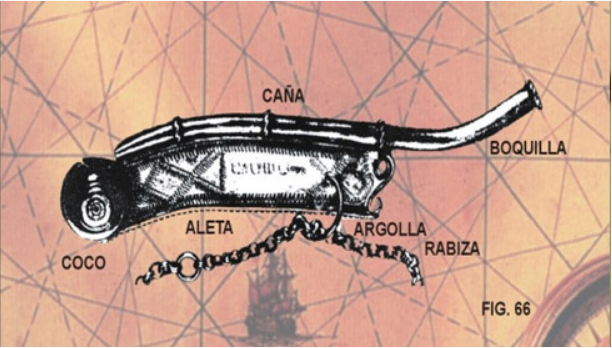
El pito del contramaestre se usa también como símbolo de mando

Cuando hablamos de este tradicional instrumento marinero, ya sea en castellano, inglés u otro idioma, siempre lo mencionamos con estas dos palabras juntas, unidas con un significado de pertenencia. Lo entendemos como el pito que pertenece y hace sonar el contramaestre, como el medio de expresión o mando de ese tripulante clave en los buques, cuya experiencia y dirección de las faenas marineras lo hace indispensable en su ejecución. El pito de contramaestre es un símbolo marinero, donde su agudo sonido se escucha claramente entre las jarcias sobreponiéndose a los ruidos del vendaval, organizando y acompasando los esfuerzos de los marineros en las duras maniobras de los veleros. 
Al igual que un fino instrumento musical, es esencial conocerlo, sostenerlo y saber tocar. Solo así se conseguirá obtener una inmensa variedad de notas, tonos, trinos y gorjeos, y sobre todo lograr en ellos el mensaje, la energía, el ritmo que se quiere comunicar, como una orden, unos honores o una triste depedida. 
Su historia, al igual que muchas de la Marina, se refunde en el lejano ayer. Algo similar se usó para acompasar los remeros de las antiguas embarcaciones griegas y romanas, y con el tiempo se utilizó para dirigir y sincronizar las diversas faenas manuales necesarias en el combate, en el manejo de los aparejos, en el movimiento de carga y en el empleo y orientación de las velas. Su uso fue ampliándose hasta el punto de ejecutar honores cuando algunas autoridades subían a bordo, especialmente el Comandante del Buque. Como parte del uniforme se usa colgado al cuello, pendiente de una rabiza tejida en cordón, generalmente elaborada por los mismos marineros, quienes en sus largas navegaciones convierten un delgado cabo en una obra de arte, la rabiza del pito del contramaestre. 
El pito del contramaestre se usa también como símbolo de mando. Lo llevan los miembros de la guardia de servicio y en algunas ceremonias el Comandante del buque, que para la oportunidad usa un pito elaborado en plata. Son muchas las presentaciones que existen y las pequeñas variaciones en forma y tamaño; lo que sí no varía es la importancia que tiene su uso, es sentir que en sus notas está el significado del mando, de la tradición naval y el respeto al mar. 
Más información  https://web.archive.org/web/20170702200714/http://www.buquearcgloria.armada.mil.co/elbuque/historia

### Mujer Suboficial

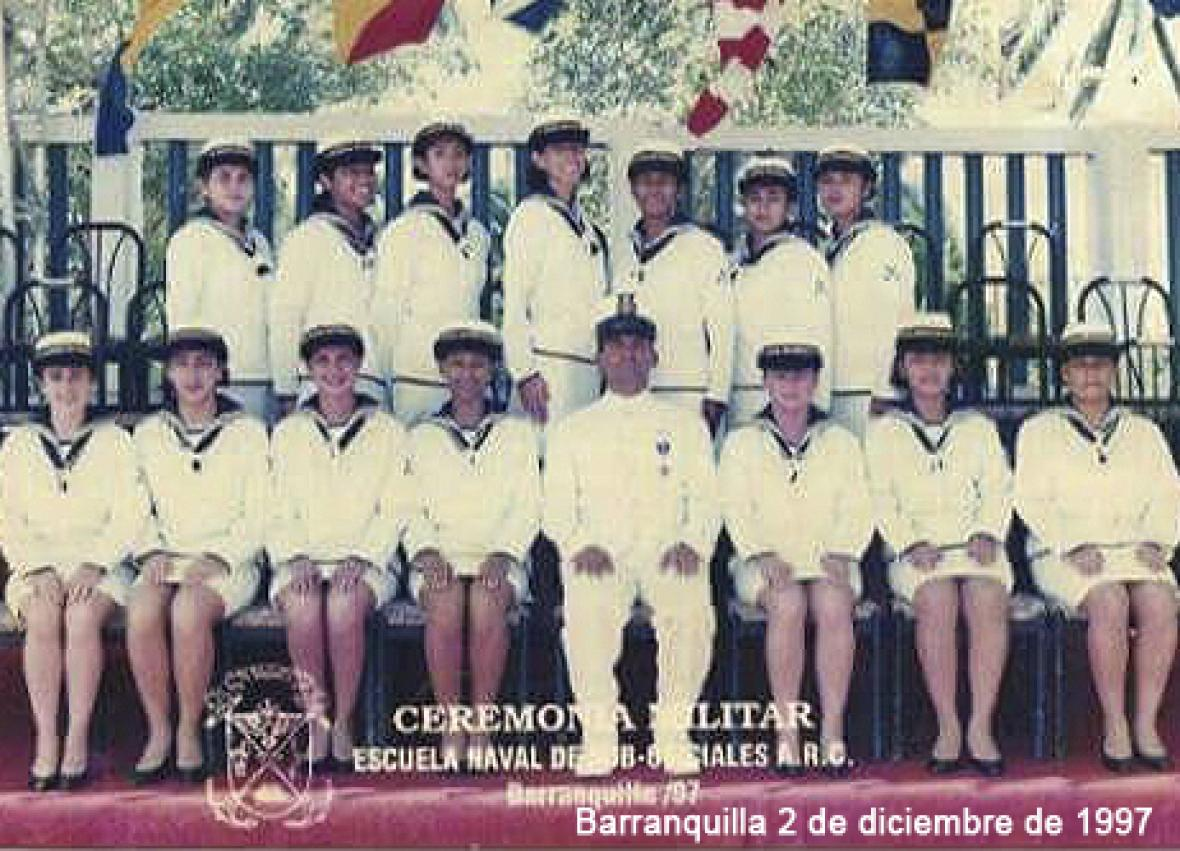
Mujer Naval 1997

El ingreso de las mujeres a las FF.MM. se ha discutido en el mundo desde hace muchas décadas, y si bien es una cuestión bastante debatida en Europa y Norteamérica, también lo es en Latinoamérica. en Colombia, la discusión tomo fuerza como tal en la década de los noventa, con el argumento del género y especialmente con la constitución de 1991. En la Escuela Naval de Suboficiales A.R.C Barranquilla, la vinculación de mujeres se hizo a partir del curso 007 de grumetes administrativos, que empezó el primero de septiembre de 1997. en un principio fueron convocados 20 aspirantes femeninos y 30 masculinos, de los cuales culminaron el curso 25 hombres y 14 mujeres, quienes acreditaron experiencia en especialidades como hotelería y turismo, contabilidad, electrónica, mecánica automotriz, administración y enfermería.
Hace exactamente dos décadas, el Alto Mando de la Armada Nacional decidió incorporar mujeres en las filas de la Escuela Naval de Suboficiales ARC Barranquilla. 
Las damas seleccionadas, procedentes de diferentes rincones del país.
Hoy en día, 20 años después, todas siguen activas y han alcanzado el grado de Suboficial Jefe. 
Tras el ingreso de este grupo de mujeres al Alma Mater de la Suboficialidad Naval se han incorporado cerca de 300 más, con las especialidades de músicos, tecnología ambiental, topografía y criminalística, entre otras, quienes prestan sus servicios en diferentes unidades de la Institución Naval en todo el territorio nacional.  
“Nosotras cambiamos la historia de la Armada Nacional. Fue un reto demostrarle a la institución y al país que sí podemos aportar al desarrollo de las Fuerzas Militares y trabajar por la Patria. Hemos cumplido muchos sueños y expectativas”, señala la Suboficial Jefe Rita Indira Blanco Trujillo, quien actualmente se desempeña como enlace de la Armada Nacional en la sede de Caja Honor en Barranquilla.        

### Línea de Mando
En la Escuela Naval de Sub Oficiales A.R.C Barranquilla, la línea de mando va, de mayor a menor autoridad, en la siguiente forma:
- Presidente de la República
- Ministro de Defensa Nacional
- Comandante General de las Fuerzas Militares
- Comandante Armada Nacional
- Segundo Comandante Armada Nacional
- Jefe de Instrucción y Formación Naval
- Director  Escuela Naval de Sub Oficiales A.R.C Barranquilla
- Jefe Técnico de Comando Escuela Naval de Sub Oficiales A.R.C Barranquilla

## Grados Suboficiales y Grumetes
|                                                           | Grados e Insignias de la Armada colombiana | Grados e Insignias de la Armada colombiana | Grados e Insignias de la Armada colombiana | Grados e Insignias de la Armada colombiana | Grados e Insignias de la Armada colombiana | Grados e Insignias de la Armada colombiana | Grados e Insignias de la Armada colombiana | Grados e Insignias de la Armada colombiana | Grados e Insignias de la Armada colombiana | Grados e Insignias de la Armada colombiana | Grados e Insignias de la Armada colombiana | Grados e Insignias de la Armada colombiana |
| --------------------------------------------------------- | ------------------------------------------ | ------------------------------------------ | ------------------------------------------ | ------------------------------------------ | ------------------------------------------ | ------------------------------------------ | ------------------------------------------ | ------------------------------------------ | ------------------------------------------ | ------------------------------------------ | ------------------------------------------ | ------------------------------------------ |
| Colombia                                                  |                                            |                                            |                                            |                                            |                                            |                                            |                                            |                                            |                                            |                                            |                                            |                                            |
| Grado                                                     | Jefe Técnico de Comando Conjunto           | Jefe Técnico de Comando                    | Jefe Técnico                               | Suboficial Jefe                            | Suboficial Primero                         | Suboficial Segundo                         | Suboficial Tercero                         | Marinero Primero                           | Marinero Segundo                           | Grumete de 2 año                           | Grumete 1 año                              |                                            |
| Abbr.                                                     | JTCC                                       | JTC                                        | JT                                         | SJ                                         | S1                                         | S2                                         | S3                                         | MA1                                        | MA2                                        | GTE2                                       | GTE1                                       |                                            |
| Estudiantes de la Escuela de Suboficiales ARC Barranqilla |                                            |                                            |                                            |                                            |                                            |                                            |                                            |                                            |                                            |                                            |                                            |                                            |

## Especialidades
| Cuerpo         | Especialidad                          | Habilidad                  | Sigla |
| -------------- | ------------------------------------- | -------------------------- | ----- |
| Mar            | Armas Navales                         | Misiles                    | MMI   |
| Mar            | Armas Navales                         | Cañones                    | MCA   |
| Mar            | Armas Navales                         | Radar                      | MRD   |
| Mar            | Armas Navales                         | Control de Tiro            | MCT   |
| Mar            | Armas Navales                         | Guerra Electrónica         | MGE   |
| Mar            | Armas Navales                         | Sonar                      | MSO   |
| Mar            | Armas Navales                         | Torpedos                   | MTP   |
| Mar            | Armas Navales                         | Electrónica                | MEL   |
| Mar            | Navegación y Señales                  |                            | MNS   |
| Mar            | Contramaestre                         |                            | MCM   |
| Mar            | Comunicaciones Electromagnéticas      |                            | MCE   |
| Mar            | Motores                               |                            | MPM   |
| Mar            | Sistemas de Propulsión y Electricidad | Turbinas                   | MPT   |
| Mar            | Sistemas de Propulsión y Electricidad | Calderas                   | MPC   |
| Mar            | Sistemas de Propulsión y Electricidad | Controles Eléctricos       | MPE   |
| Mar            | Sistemas de Propulsión y Electricidad | Refrigeración              | MPR   |
| Mar            | Submarinista                          |                            | MSU   |
| Mar            | Aviación Naval                        |                            | MVM   |
| Mar            | Ciencias del Mar                      | Oceanografía Física        | MOF   |
| Mar            | Ciencias del Mar                      | Hidrografía                | MHI   |
| Logístico      | Administración                        | Administrador              | LAA   |
| Logístico      | Sanidad                               | Enfermería                 | LSN   |
| Logístico      | Sanidad                               | Asistente                  | LMS   |
| Logístico      | Mayordomía                            | Administrador de Alimentos | LMA   |
| Logístico      | Mayordomía                            | Cocina                     | LMC   |
| Administrativo | Electrónica y Electricidad            | Electrónica                | AEE   |
| Administrativo | Electrónica y Electricidad            | Electricidad Automotriz    | AEA   |
| Administrativo | Electrónica y Electricidad            | Bobinación                 | AEB   |
| Administrativo | Electrónica y Electricidad            | Instalaciones Eléctricas   | AIE   |
| Administrativo | Metalmecánica                         | Ajuste de Máquinas         | AMQ   |
| Administrativo | Metalmecánica                         | Mantenimiento Industrial   | AMI   |
| Administrativo | Metalmecánica                         | Máquinas y Herramientas    | AMH   |
| Administrativo | Metalmecánica                         | Mecánica Automotriz        | AMA   |
| Administrativo | Metalmecánica                         | Mecánica de Banco          | AMB   |
| Administrativo | Metalmecánica                         | Motores Diesel             | AMD   |
| Administrativo | Metalmecánica                         | Motores Fuera de Borda     | AMF   |
| Administrativo | Metalmecánica                         | Motores Aeronáuticos       | AMV   |
| Administrativo | Metalmecánica                         | Soldadura                  | AMS   |
| Administrativo | Metalmecánica                         | Torno y Fresa              | AMT   |
| Administrativo | Informática                           | Sistema de Computación     | AISI  |
| Administrativo | Contabilidad                          | Auxiliar Contable          | AAC   |
| Administrativo | Carpintería                           | Carpintero                 | ACP   |
| Administrativo | Músico                                | Músico                     | AMU   |
| Administrativo | Topógrafo                             | Topógrafo                  | ATP   |
| Administrativo | Administración Hotelera               | Cámara                     | AHC   |
| Administrativo | Administración Hotelera               | Asistente                  | AHA   |
| Administrativo | Administración Hotelera               | Cocina y Bar               | ACB   |
| Administrativo | Salud                                 | Auxiliar de Enfermería     | AAE   |
| Administrativo | Salud                                 | Auxiliar de Odontología    | AAO   |

## Programas Tecnológicos

### Tecnología en Administración Marítima

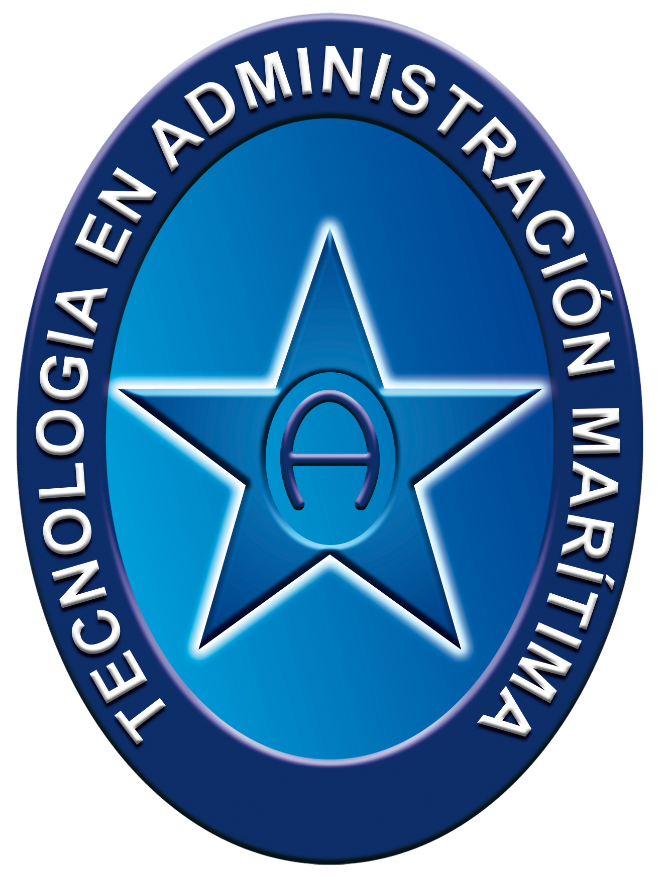
Logo de la tecnología de Administración

Perfil profesional: El profesional naval militar, al término de su formación, tendrá unas bases técnico - científicas que le permitirán responder a las necesidades institucionales, en su campo específico, en aplicación, uso, e innovación de los procesos administrativos correspondientes a su especialidad, contribuyendo bajo principios éticos a aumentar la efectividad y eficiencia operacional de las unidades de la Armada Nacional y salvaguardar la soberanía en los mares y ríos, de acuerdo a su Misión.
Objetivo del programa:
Formar un profesional militar, Tecnólogo Naval en administración marítima, capacitándolo integralmente para desempeñarse en su campo ocupacional específico, operando, manteniendo, innovando y transfiriendo tecnología; e igualmente orientarlo en el desarrollo de la ética, valores, derechos humanos y la protección del medio ambiente, permitiendo de esta manera cumplir con los objetivos institucionales y sociales.

### Tecnología en Mantenimiento Aeronaval

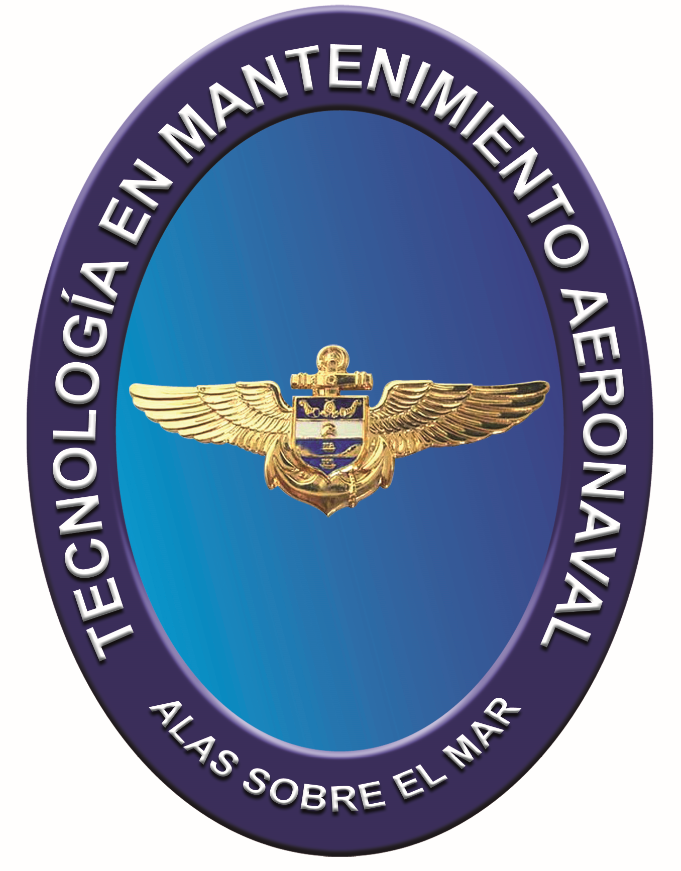
Logo de la tecnología en Mantenimiento

Perfil profesional: El Tecnólogo en Mantenimiento Aeronaval es un ser en permanente aprendizaje con una mentalidad analítica e investigativa, innovadora y de liderazgo militar, cuyo actuar es coherente con los principios, valores propios e institucionales, consciente de los cambios del mundo y del impacto de estos, sobre los destino de la Armada y de la sociedad a la cual pertenece.
Objetivo del programa: Formar un profesional militar, Tecnólogo Naval en Mantenimiento Aeronaval, capacitándolo integralmente para desempeñarse en su campo ocupacional específico, operando, manteniendo, reparando, innovando y transfiriendo tecnología; e igualmente orientarlo en el desarrollo de la ética, valores, derechos humanos y la protección del medio ambiente, permitiendo de esta manera cumplir con los objetivos institucionales y sociales.

### Tecnología en Buceo y Salvamento Marítimo y Fluvial

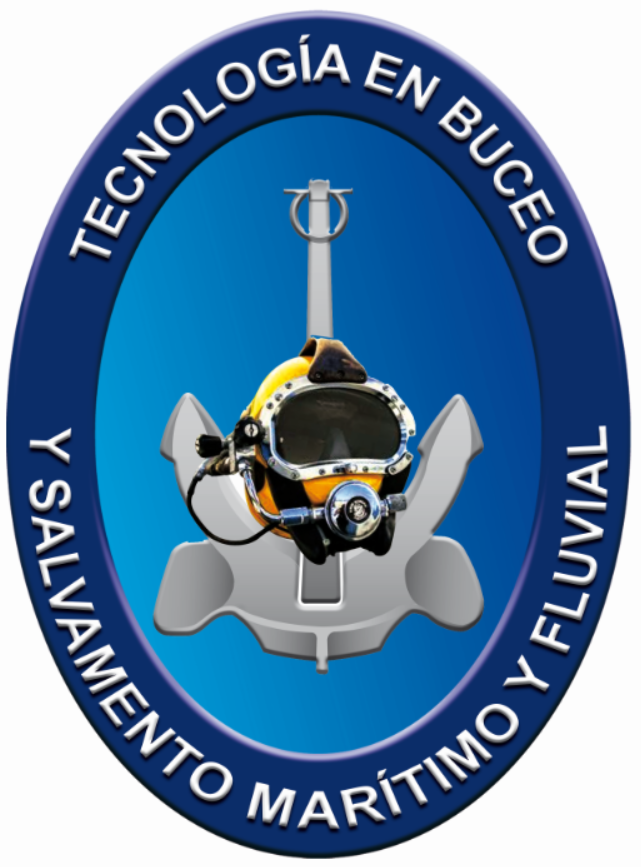
Logo de la tecnología en Buceo

Perfil profesional: El Tecnólogo en Buceo y Salvamento Marítimo y Fluvial planea, organiza, supervisa y ejecuta operaciones de asistencia y Salvamento para la recuperación de unidades a flote, aeronaves, materiales y de tripulación, contribuyendo al desarrollo y apoyo del poder Naval, Marítimo y Fluvial de nuestra nación en un contexto global, a través de sistemas de gestión de calidad y tecnologías pertinentes, con alto sentido de responsabilidad ética y social.
Objetivo del programa: Formar un profesional militar, Tecnólogo en Buceo y Salvamento Marítimo y Fluvial. Es formado para responder a las necesidades institucionales y sociales; el cual estará preparado para desempeñarse en: • Planeación, organización y ejecución de maniobras de zafado de varadura de naves o artefactos navales y fluviales, mediante la utilización de técnicas de salvamento marítimo y fluvial.

### Tecnología Naval en Electromecánica

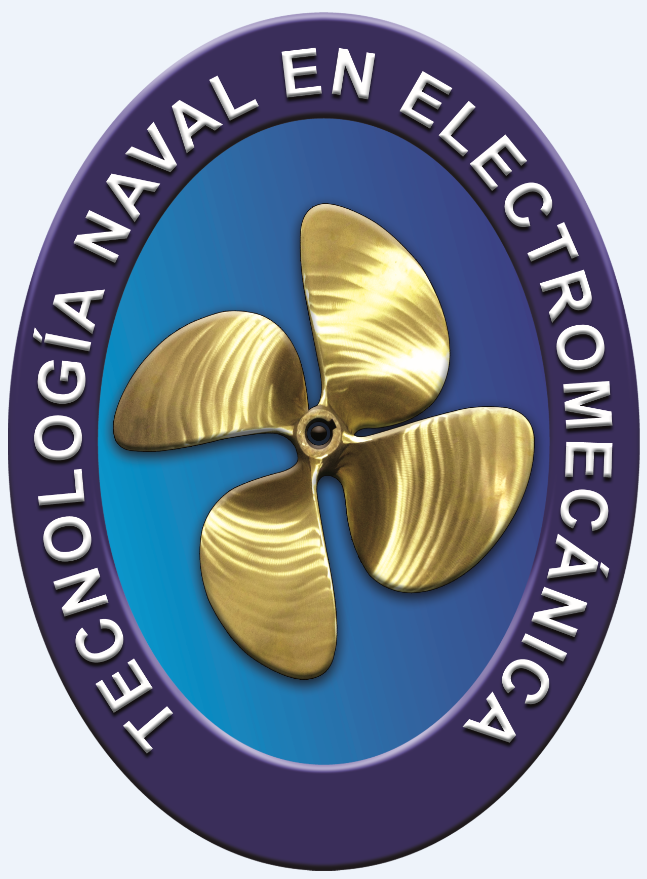
Logo de la tecnología en Electromecánica

Perfil profesional: El Tecnólogo Naval en Electromecánica es formado con conocimientos de ciencia y tecnología, con enfoque en los sistemas de propulsión motores, refrigeración, controles eléctricos y generación eléctrica; orientado bajo principios éticos y morales. Además, ha desarrollado competencias investigativas e innovadoras para dar solución a problemas dentro de su campo profesional con apropiación de la tecnología en el contexto de la Armada Nacional y el sector empresarial.
Objetivo del programa: Formar un profesional militar, tecnólogo naval en electromecánica, capacitándolo integralmente para desempeñarse en su campo ocupacional específico, operando, manteniendo, reparando, innovando y transfiriendo tecnología; e igualmente orientarlo en el desarrollo de la ética, valores, derechos humanos y la protección del medio ambiente, permitiendo de esta manera cumplir con los objetivos institucionales y sociales.

### Tecnología Naval del Programa de Electrónica

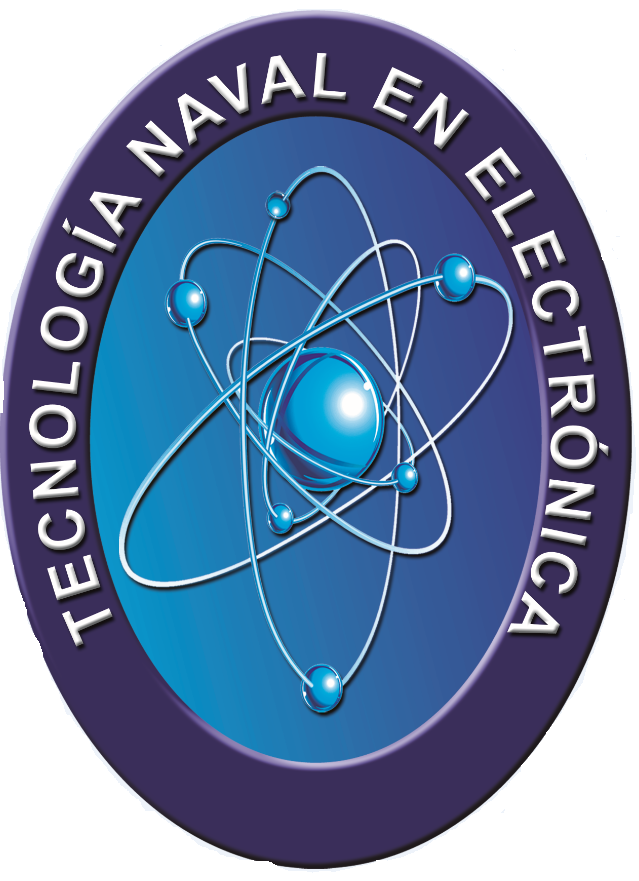
Logo de la tecnología en Electrónica

Perfil profesional: El Tecnólogo Naval del Programa de Electrónica graduado en la Escuela Naval de Suboficiales ARC Barranquilla, tendrá unas bases técnico-científicas que le permitirán responder a las necesidades institucionales de acuerdo con su énfasis, capaz de proyectar, administrar y mantener el funcionamiento y conservación de los sistemas a cargo.
Objetivo del programa: Formar un profesional militar, tecnólogo naval en electrónica, capacitándolo integralmente para desempeñarse en su campo ocupacional específico, operando, manteniendo, reparando, innovando y transfiriendo tecnología; e igualmente orientarlo en el desarrollo de la ética, valores, derechos humanos y la protección del medio ambiente, permitiendo de esta manera cumplir con los objetivos institucionales y sociales.

### Tecnología Naval en operación de Submarinos

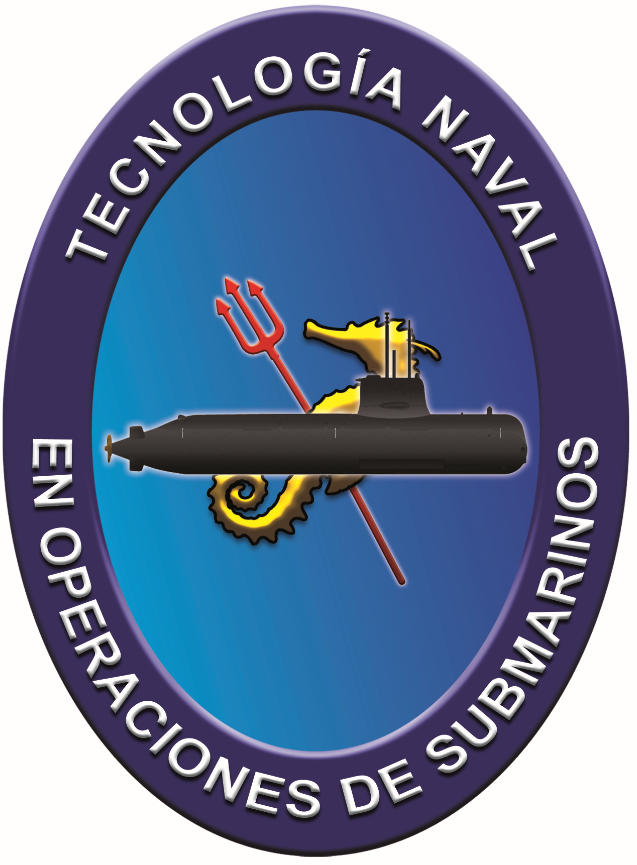
Logo de la tecnología en Submarinos

Perfil profesional: El Tecnólogo Naval en operación de Submarinos graduado en la Escuela de Submarinos CFESU “Cesar Neira Mora”, tendrá unas bases técnico-científicas que le permitirán responder a las necesidades institucionales de acuerdo con su énfasis, capaz de proyectar, administrar y mantener el funcionamiento y conservación de los sistemas a cargo.
Perfil ocupacional: El Tecnólogo Naval en operación de Submarinos, al terminar su formación académica en la Escuela de Submarinos CFESU “Cesar Neira Mora.

### Tecnología Naval en Hidrografía

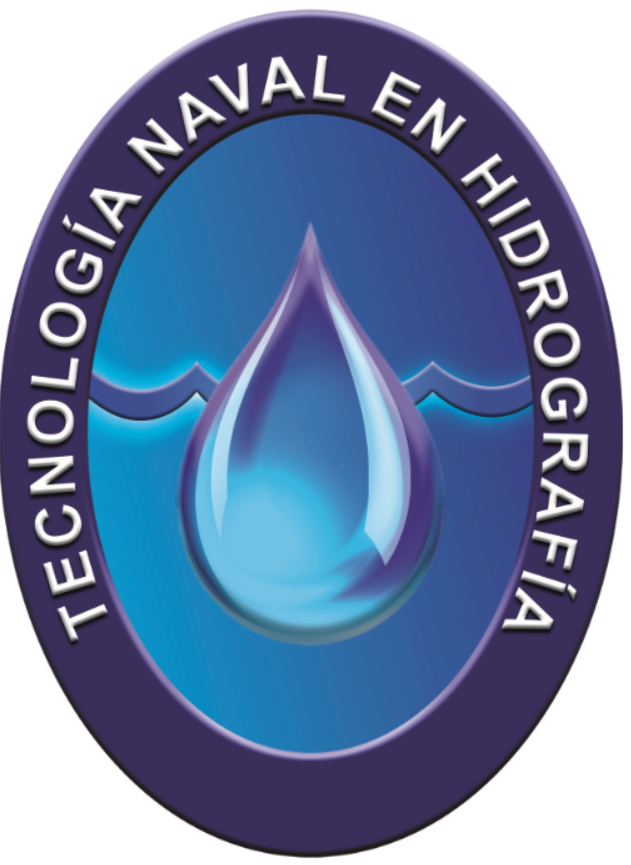
Logo de la tecnología en Hidrografía

Perfil profesional: El Tecnólogo Naval estará en la capacidad de: Planear, organizar, ejecutar y evaluar los diferentes levantamientos hidrográficos de los cuerpos de agua del país, con el fin de realizar la cartografía Náutica Nacional. Contribuir al desarrollo del Esquema de Cartografía Náutico Nacional.
Objetivo del programa: Formar un profesional militar, tecnólogo naval en electrónica, capacitándolo integralmente para desempeñarse en su campo ocupacional específico, operando, manteniendo, reparando, innovando y transfiriendo tecnología; e igualmente orientarlo en el desarrollo de la ética, valores, derechos humanos y la protección del medio ambiente, permitiendo de esta manera cumplir con los objetivos institucionales y sociales.

### Tecnología Naval en Oceanografía Física

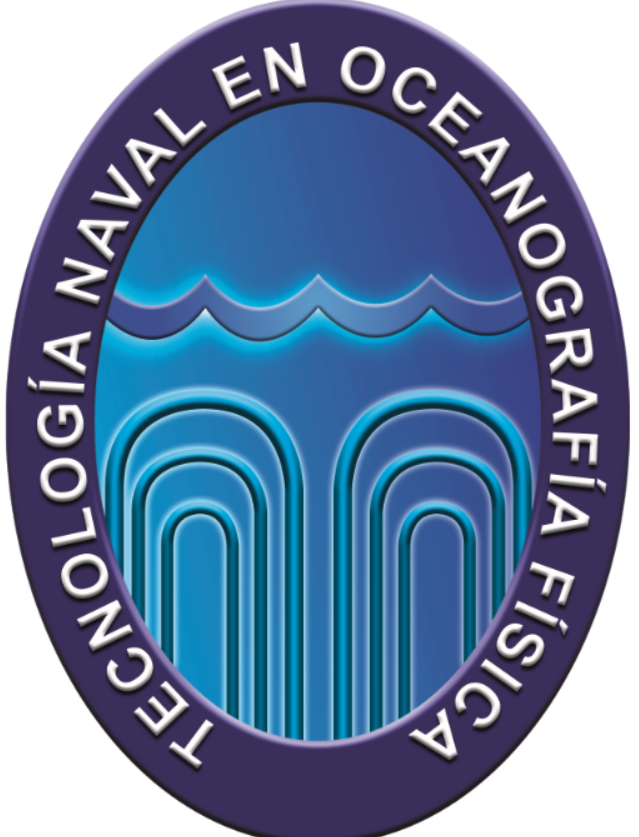
Logo de la tecnología en Oceanografía

Perfil profesional: El Tecnólogo Naval en Oceanografía Física es formado con conocimientos de ciencia y tecnología, que estudian los procesos que suceden tanto en el océano como en ambientes costeros proponiendo estrategias con enfoque técnico en oceanografía física, meteorología marina, geología, química y biología; orientado bajo principios éticos y morales. Además, de competencias investigativas para liderar y desarrollar procesos de innovación tecnológica y productiva que contribuyan a dar solución a problemas dentro de su campo profesional con apropiación de la tecnología en el contexto de la ARC y el sector empresarial nacional e internacional.
Objetivo del programa: El Tecnólogo Naval en Oceanografía Física para responder a las necesidades institucionales, que demandan y le permiten tomar decisiones relacionadas con oceanografía física, meteorología marina, ecología, química, biología y la operación de los equipos necesarios en su labor profesional; aportando de esta manera sus potencialidades e incrementando así la efectividad y eficiencia operacional en las unidades a flote o en los diferentes Centros de Investigación adscritos a la Dirección General Marítima.

### Tecnología en Sanidad Naval

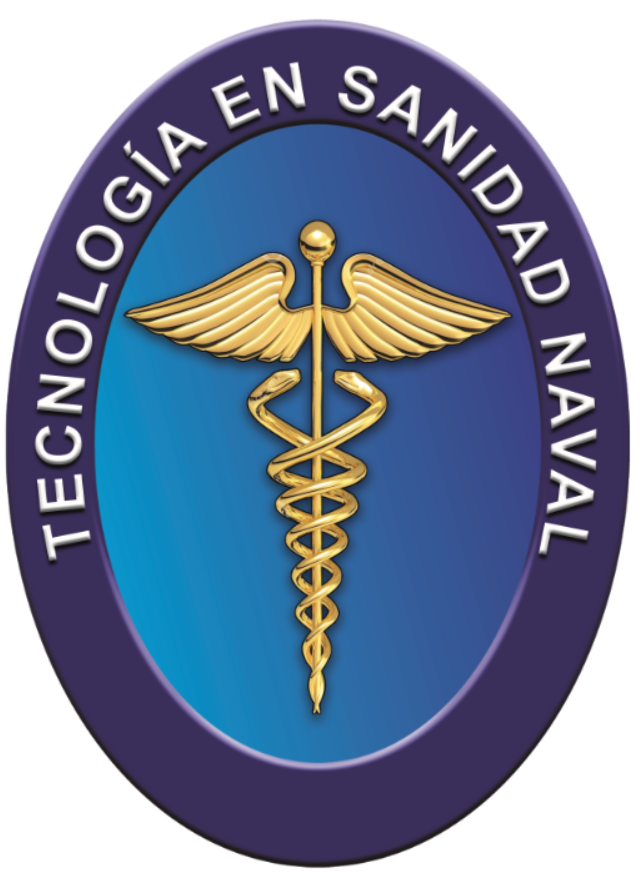
Logo de la tecnología en Sanidad

Perfil profesional: El egresado como Tecnólogo en Sanidad Naval, estará en capacidad de: · Planear, organizar, ejecutar, y evaluar acciones de promoción de salud, prevención de enfermedades, tratamiento y recuperación de la salud del individuo, familia y comunidad. · Planear, ejecutar y evaluar la atención integral e individualizada requerida por un grupo de pacientes ambulatorios u hospitalarios basada en la identificación de los problemas de salud.
Objetivo del programa: Formar un profesional militar, El Tecnólogo en Sanidad Naval para responder a las necesidades institucionales en el planeamiento, ejecución y evaluación de la atención integral de la persona; promocionando la salud a través de la educación individual y grupal en las unidades a flote, submarinas y terrestres de la Armada Nacional.

### Tecnología Naviera

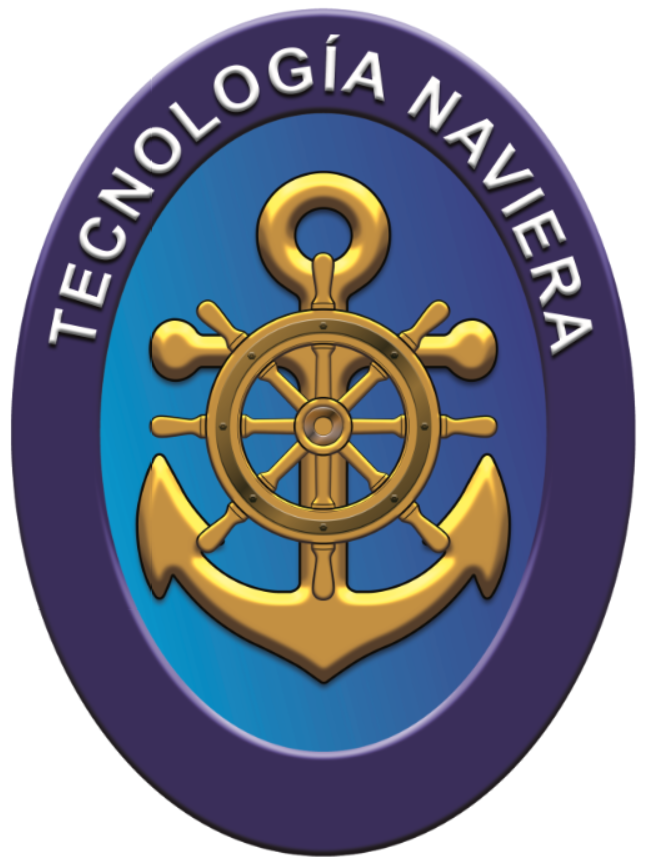
Logo de la tecnología Naviera

Perfil profesional: El egresado formado en el programa de Tecnología Naviera podrá ejercer funciones propias de su campo en las unidades a flote y terrestres de la Armada Nacional y empresas navieras en general, así como también desarrollar las potencialidades que le permitan comportarse como un ciudadano ético, moral, solidario, con sensibilidad y compromiso social. Además, con capacidad para liderar y desarrollar procesos de innovación tecnológica y productiva que contribuyan a dar soluciones acordes con las necesidades y posibilidades del contexto nacional e internacional.
Objetivo del programa: Formar un profesional militar, tecnólogo naviero especializado en las áreas de Navegación y Contramaestría, orientado con competencias investigativas e innovativas en el campo tecnológico, con habilidad de efectuar procesos de mantenimiento y operación de equipos dentro del contexto de la Armada Nacional y el sector naviero en general; consciente además de su responsabilidad con la preservación del medio ambiente y el equilibrio ecológico

## Redes Sociales
|  | FaceBook  |
|  | Twitter   |
|  | Instagram |
|  | --------- |

## GPS ENSB
- Datos: Q5838785